# 466-os busz
A 466-os jelzésű regionális autóbusz Gödöllő egyik helyi járata, az Autóbusz-állomás és a Gödöllői Gépgyár között közlekedik. A vonalat a MÁV Személyszállítási Zrt. üzemelteti. A vonalon többnyire külön járművek nem közlekednek, az Isaszeg felé induló helyközi járatok Gödöllőn belül helyi járatként is közlekednek. 2017. október 14-ig a viszonylatot 9-es számmal jelölték.

## Útvonala
| Gödöllői Gépgyár felé:                                                                                                  | Autóbusz-állomás felé:                                                                                                  |
| --- | --- |
| Autóbusz-állomás vá. – Szabadság út – Ady Endre sétány – Állomás utca – Fürdő utca – Isaszegi út – Gödöllői Gépgyár vá. | Gödöllői Gépgyár vá. – Isaszegi út – Fürdő utca – Állomás utca – Ady Endre sétány – Szabadság út – Autóbusz-állomás vá. |

## Megállóhelyei
| 0  | Autóbusz-állomás végállomás | 14 | 317, 324, 402, 404, 405, 406, 407, 410, 412, 422, 426, 430, 432, 440, 441, 442, 444, 446, 447, 448, 450, 451, 452, 454, 455, 461, 463, 464, 465, 468, 469, 470, 471, 472, 473, 474, 475, 476, 477, 478, 479 1040, 1049, 1052, 1076, 1077, 1078 |
| 2  | Szabadság tér               | 13 | 317, 324, 402, 412, 422, 432, 442, 446, 447, 448, 450, 451, 452, 453, 454, 455, 464, 470, 471, 472, 473, 474, 475, 476, 477, 478, 479 |
| 3  | Török Ignác utca            | 11 | 446, 447, 448, 470, 477 |
| 5  | Vasútállomás                | 10 | 440, 441, 442, 444, 446, 447, 448, 465, 470, 472 1076, 1077, 1078 S80 G80 InterRégió, expresszvonat |
| 6  | Fürdő utca                  | 8  | 446, 447, 448 |
| 8  | Isaszegi út 90.             | 6  | 446, 447, 448 |
| 9  | Oltóanyag-ellenőrző Intézet | 5  | 446, 447, 448 |
| 10 | Méhészet                    | 4  | 446, 447, 448 |
| 11 | Baromfitelep                | 3  | 446, 447, 448 S80 |
| 13 | Gödöllői Gépgyár végállomás | 0  | 446, 447, 448 |